# 保科正賢
保科 正賢（ほしな まさかた）は、上総飯野藩の第3代藩主。
寛文5年（1665年）10月8日、第2代藩主・保科正景の四男として生まれる。初名は正祥。兄たちが早世したため、世子となる。延宝7年（1679年）に従五位下、兵部少輔に叙位・任官される。貞享3年（1686年）10月25日、父の隠居により家督を継ぐ。
元禄元年（1688年）に大坂加番に任じられ、元禄3年（1690年）8月には奥詰に任じられて元禄5年（1692年）5月まで務めた。元禄12年（1699年）には再び大坂加番に任じられている。その他にも日光祭礼奉行を4度も務めるなど、諸役を歴任した。元禄15年（1702年）に正賢と改名する。
正徳4年（1714年）12月22日に江戸で死去した。享年50。跡を長男の正殷が継いだ。

## 系譜
父母
- 保科正景（父）
- 翠松院 ー 松平忠国の娘（母）

正室、継室
- 図妙院 ー 阿部正春の娘（正室）
- 瑞光院 ー 森長俊の養女、森長継の娘（継室）

側室
- 春覚院 ー 高木幾右衛門の娘

子女
- 保科正殷（長男）生母は瑞光院（継室）
- （次男）
- 保科正寿（三男）生母は春覚院（側室）
- 水野忠富正室
- 青山幸覃正室、正殷の養女
- 保科正勝室、正殷の養女